# Anaspis balthasari
Anaspis balthasari is een keversoort uit de familie bloemspartelkevers (Scraptiidae). De wetenschappelijke naam van de soort is voor het eerst geldig gepubliceerd in 1935 door Roubal.